# 533 v.Chr.
Het jaar 533 v.Chr. is een jaartal volgens de christelijke jaartelling.

## Gebeurtenissen

### India
- Volgens de Jain-geschriften wordt Sindh door een zware aardbeving getroffen.

### Griekenland
- Onder Pisistratus komt het eerste tragediegezelschap tot stand.
- Thericles wordt benoemd tot archont van Athene.